# Mareike Beykirch
Mareike Beykirch (geboren 1986 in Quedlinburg) ist eine deutsche Theater-, Film- und Fernsehschauspielerin und Hörspielsprecherin.

## Karriere
Mareike Beykirch war zunächst Regieassistentin am Theater Osnabrück und absolvierte dann von 2008 bis 2012 ihr Studium an der Hochschule für Musik und Theater „Felix Mendelssohn Bartholdy“ Leipzig.
Bereits während des Studiums war sie von 2010 bis 2012 Mitglied im Studio am Centraltheater Leipzig. Ihr Erstengagement führte sie an das Düsseldorfer Schauspielhaus. Mareike Beykirch war von 2013 bis 2019 Ensemblemitglied am Maxim-Gorki-Theater in Berlin. Seit 2013 war sie zusätzlich Gastdozentin für Schauspiel an der Bayerischen Theaterakademie August Everding in München und am Mozarteum Salzburg. Außerdem ist sie für Hörspiele im SWR, WDR und DLF als Sprecherin tätig.
Von den Spielzeiten 2019/2020 bis 2022/2023 war sie festes Ensemblemitglied am Residenztheater München. Zur Spielzeit 2023/2024 wechselte sie ans Deutsche Theater Berlin.
Sie war bereits unter anderem in Stücken und Aufführungen von Falk Richter, Nora Abdel-Maksoud, Schorsch Kamerun, Yael Ronen, Christian Weise, András Dömötör und Nurkan Erpulat zu sehen. Im Februar 2021 war Beykirch Teil der Initiative #ActOut im SZ-Magazin, zusammen mit 184 anderen lesbischen, schwulen, bisexuellen, queeren, intergeschlechtlichen und transgender Personen aus dem Bereich der darstellenden Künste.
Im Mai 2023 wurde Beykirch für ihre Rolle in „Schlamassel“ mit dem Nachwuchspreis auf dem 32. Filmkunstfest Mecklenburg-Vorpommern ausgezeichnet.

## Filme
- 2011: Zwielicht, Regie: Victor Brim (Kurzfilm)
- 2013: Unabhängigkeit ist keine Lösung für moderne Babies, Regie: Schorsch Kamerun, Katja Eichbaum (Musicclip)
- 2019: Blutsauger, Regie: Julian Radlmaier (Kinofilm)
- 2023: Schlamassel,  Regie: Sylke Enders, MDR / WDR (Kinofilm)
- 2024: Jenseits der blauen Grenze, Regie: Sarah Neumann (Kinofilm)

## TV
- 2018: Die Heiland – Wir sind Anwalt, Regie: Bruno Grass, Episodenrolle: Frau Bauer
- 2019: Soko Stuttgart, ZDF, Serie, Regie: Claudia Jüptner-Jonsdorff
- 2021: Kommissarin Lucas, Regie: Uwe Janson, ZDF
- 2021: In aller Freundschaft, Regie: Patricia Frey, ARD
- 2022: Kommissarin Lucas: Goldrausch, Regie: Uwe Janson  (Fernsehreihe)

## Theater (Auswahl)

### Centraltheater Leipzig
- 2012 Von morgens bis mitternachts (Ensemble). Von Georg Kaiser. Inszenierung: Christiane Pohle

### Düsseldorfer Schauspielhaus
- 2012: Kabale und Liebe (als Luise). Von  Friedrich Schiller. Inszenierung: Marco Štorman
- 2012: Wunder des Alltags (als Ritter). Von PeterLicht. Inszenierung: Peter Kastenmüller
- 2012: Sender Freies Düsseldorf (Ensemble). Ein Konzertschauspiel von und mit Schorsch Kamerun. Inszenierung: Schorsch Kamerun
- 2013: Wahlverwandtschaften (als Ottilie). Von Johann Wolfgang von Goethe. Inszenierung: Oliver Reese
- 2013: Kasimir und Karoline (als Karoline). Nach Ödön von Horváth von Marianna Salzmann. Inszenierung: Nurkan Erpulat

### Maxim Gorki Theater Berlin
- 2013: Der Kirschgarten (als Dunjascha). Von Anton Pawlowitsch Tschechow. Inszenierung: Nurkan Erpulat
- 2013: Die Übergangsgesellschaft (als Irina). Von Volker Braun. Inszenierung: Lukas Langhoff
- 2014: Kinder der Sonne (als Melanja). Von Maxim Gorki. Inszenierung: Nurkan Erpulat
- 2014: Entertaining Mr. Sloane - Seid nett zu Mr. Sloane (als Kathy). Von Joe Orton. Inszenierung: Nurkan Erpulat
- 2014: Erotic Crisis (als Susn). Von Yael Ronen und Ensemble. Inszenierung: Yael Ronen
- 2014:  Angst essen Seele auf (als Barbara). Von Rainer Werner Fassbinder. Inszenierung: Hakan Savaş Mican
- 2014: Woyzeck III - Magic Murder Mystery (als Marie). Von Mirko Borscht und Ensemble frei nach Georg Büchner. Inszenierung: Mirko Borscht
- 2015: Hier bin ich geboren. Ein Heimat- und Liederabend von und mit Mareike Beykirch und Johannes Maria Schmit
- 2015: Die juristische Unschärfe einer Ehe (als Jonoun). Von Olga Grjasnowa. Inszenierung: Nurkan Erpulat
- 2015: Onkel Wanja (als Sonja). Von Anton Pawlowitsch Tschechow. Inszenierung: Nurkan Erpulat
- 2016: Mephistoland (als Mädchen). Von András Dömötor, Kornél Laboda und Albert Benedek. Inszenierung: András Dömötor
- 2016: Meteroriten (als Cato). Von Sasha Marianna Salzmann. Inszenierung: Hakan Savaş Mican
- 2017:  Alles Schwindel – Musikalische Burleske (als Giftlotte). Von Marcellus Schiffer (Text) und Mischa Spoliansky (Musik), Inszenierung: Christian Weise
- 2017: Verräter - Die letzten Tage (als Mareike). Von Falk Richter. Inszenierung: Falk Richter
- 2017: The Making of (als Gloria). Von Nora Abdel-Maksoud. Inszenierung: Nora Abdel-Maksoud
- 2018: GOЯKI - Alternative für Deutschland? (als Mareike). Von Oliver Frljić. Inszenierung: Oliver Frljić
- 2018: You are not the hero of the story (als Adam u. a.). Von Lucien Haug. Inszenierung: Suna Gürler
- 2018: Grundgesetz – Ein chorischer Stresstest (Chor). Von Marta Górnicka. Inszenierung: Marta Górnicka
- 2018: Die Letzten (als Nadeshda). Von Maxim Gorki. Inszenierung: András Dömötör
- 2019: Androiden aus Mitteldeutschland (als Astronaut). Ein Solo-Abend von und mit Mareike Beykirch. Inszenierung: Ariana Battaglia (Im Rahmen des Festivals PUGS in Love – Queer Week 2019)[6]

### Residenztheater München
- 2019: Kassandra/Prometheus. Recht auf Welt (als Filmemacherin/Io). Von Kevin Rittberger. Inszenierung: Peter Kastenmüller
- 2019 Olympiapark in the Dark (diverse Rollen). Von Thom Luz. Inszenierung: Thom Luz[7]
- 2020: Das Erdbeben in Chili (Ensemble). Nach der gleichnamigen Novelle von Heinrich von Kleist. Inszenierung: Ulrich Rasche[8]
- 2021: Dekalog (Ensemble). Nach dem gleichnamigen Drehbuch von Krzysztof Kieślowski und Krzysztof Piesiewicz  Inszenierung: Calixto Bieito[9]
- 2021: Androiden aus Mitteldeutschland (als Astronaut). Ein Solo-Abend von und mit Mareike Beykirch. Inszenierung: Ariana Battaglia (Übernahme vom Maxim Gorki Theater Berlin)
- 2021: Die Wolken, die Vögel, der Reichtum (als Claudia). Von Thom Luz nach Motiven von Aristophanes. Inszenierung: Thom Luz[10][11][12][13]
- 2021: Agnes Bernauer (als Maria / Elisabeth / Josef). Von Franz Xaver Kroetz. Inszenierung: Nora Schlocker[14][15]
- 2022: I don´t care (Ensemble). Dokufiction von Jürgen Berger mit Texten von Mareike Beykirch, Sarut Komalittipong, Mai, Milena, Mui, Nikki, Pam, Simon, Ta-lee, Pathavee Thepkraiwan, Toni. Inszenierung: Anna-Elisabeth Frick und Jarunun Phantachat (in Kooperation mit dem B-Floor Theatre Thailand)
- 2022: All Together Now! Happening-Gala für nachhaltige Gemeinsamkeit von und mit Schorsch Kamerun und verschiedensten Mitstreiter*innen[16]
- 2022: Die Affäre Rue de Lourcine (als Norine, Lenglumés Ehefrau). Von Eugène Labiche. Inszenierung: András Dömötor
- 2023: Bavaria (als Lina). Von Guillermo Calderón. Inszenierung: Guillermo Calderón[17]

### Deutsches Theater Berlin
- 2023:Baracke (als Bea). Von Rainald Goetz. Inszenierung: Claudia Bossard
- 2023: Ursonate – Wir spielen, bis uns der Tod abholt (als Schwittersplitter). Eine dadaistische Sprechoper von Kurt Schwitters. Komposition: Peer Baierlein. Inszenierung: Claudia Bauer
- 2024: Halts Maul, Kassandra (als Brasch u. a.). Nach Texten von Thomas Brasch. Inszenierung: Tom Kühnel und Jürgen Kuttner
- 2024: Der Schimmelreiter / Hauke Haiens Tod (als Ole Peters). Nach der Novelle von Theodor Storm und dem Roman von Andrea Paluch und Robert Habeck. Inszenierung: Jan-Christoph Gockel
- 2024: Blue Skies (als Cat). Nach dem Roman von T. C. Boyle. Inszenierung: Alexander Eisenach
- 2024: Und der Himmel über uns ist sein eigenes Land (Ensemble). Von Patty Kim Hamilton. Inszenierung: Sarah Kurze
- 2025: Der Liebling (als Rebekka Fürstenberg). Von Svenja Viola Bungarten. Inszenierung: Anita Vulesica

## Hörspiele (Auswahl)
- 2015: Diese Nacht wird alles anders von Roland Schimmelpfennig, Regie: Klaus Buhlert, SWR
- 2016: Die Riesenfaust von Anne Lepper, Regie: Detlef Meissner, WDR
- 2017: Ein paar Dinge, die ich loswerden wollte, Text und Regie: Dirk Laucke, SWR
- 2018: Leopoldpark (4-teilige Serie), Text und Regie: Wederik De Backer und Lucas Derycke, WDR[18]
- 2018–2019: Die Enden der Parabel von Thomas Pynchon, Regie: Klaus Buhlert, SWR & DLF
- 2023: DESIRE. Über Sex, Arbeit und queeres Begehren (6-teilige Serie) von Tia Morgen, Regie: Tia Morgen und Tara Afsah, WDR[19]

## Auszeichnungen
- 2011 Publikumspreis des Theatertreffens deutschsprachiger Schauspielstudierender für I hired a contract killer, Regie: Michael Schweighöfer
- 2013 Nominierung zur Nachwuchsschauspielerin des Jahres der Kritikerumfrage der Zeitschrift Theater heute[1]
- 2018 Nominierung zur Nachwuchsschauspielerin des Jahres der Kritikerumfrage von Theater heute
- 2019 Stipendiatin des Internationalen Forums beim Berliner Theatertreffen im Haus der Berliner Festspiele[20]